# Hilton Jefferson
Hilton Jefferson (* 30. Juli 1903 in Danbury in Connecticut; † 14. November 1968 in New York City) war ein US-amerikanischer Jazz-Saxophonist (Alt), der vor allem aus seiner Zeit beim Cab Calloway Orchester bekannt ist.
Jefferson hatte sein erstes Engagement im Julian Arthur Orchestra des Hay Theater in Philadelphia (wo er Banjo spielte), war 1926 bis 1928 (sowie 1932, 1934–1936 und 1939) in der Big Band von Claude Hopkins in New York City und danach in den 1930er Jahren in denen von Chick Webb (1929/30, 1930/1, 1936, 1938), mit King Oliver (1930), Benny Carter, Fletcher Henderson (1932–1934 und 1936 bis 1936 bis 1938), Red Allen (1934) und bei McKinney’s Cotton Pickers (1931/2). 1940 bis 1949 leitete er die Saxophone im Cab Calloway-Orchester, bei dem er auch kurz 1951 spielte. 1952/3 war er bei Duke Ellington, wo er Willie Smith ersetzte (der wiederum Johnny Hodges ersetzt hatte). Danach arbeitete er tagsüber als Wächter in einer Bank, trat aber noch gelegentlich auf, u. a. mit Rex Stewart, Noble Sissle, Buster Bailey, einer Reunion Band von Fletcher Henderson Musikern (1957) und Mercer Ellington. Außerdem wirkte er 1955 bei Frankie Laines LP Jazz Spectacular mit.
Während Jefferson selbst von Benny Carter beeinflusst wurde, nennt z. B. Ben Webster ihn als eines seiner Vorbilder (neben anderen Altsaxophonisten wie Benny Carter und Johnny Hodges).